# Seadrîne, Koriukivka
Seadrîne (în ucraineană Сядрине) este localitatea de reședință a comunei Seadrîne din raionul Koriukivka, regiunea Cernihiv, Ucraina.

## Demografie
Componența lingvistică a localității Seadrîne
     Ucraineană (97,37%)
     Rusă (2,51%)
     Alte limbi (0,12%)
Conform recensământului din 2001, majoritatea populației localității Seadrîne era vorbitoare de ucraineană (97,37%), existând în minoritate și vorbitori de rusă (2,51%).